# Белоглава патка
Белоглава или плавокљуна патка (Oxyura leucocephala) спада у такозване тврдорепе патке (лат. Oxyurinae).

## Опис
Патка средње величине, дужина тела је 43 – 48 см, масе 500 – 900 грама и распона крила 62 – 70 см. Дужина склопљеног крила у мужјака је 15,7 – 17,2 см, а код женки 14,8 – 16,7 см. Перје на телу кестењасте боје. Глава бела, код мужјака само теме и врат црни, док женке и млади имају црну пругу на образу и црн део главе изнад ока. Кљун који је у основи задебљао, код мужјака је јарко плав, док је код женки и младих црн. Реп је дуг, укочен и црн.

## Распрострањење
Тренутно постоје четири одвојене популације: шпанска, северноафричка, турска и средњоазијска које скупа имају око 20.000 јединки. Пета популација, која је насељавала панонску низију, је у другој половини 20. века изумрла.: Средњоазијска и турска популација су миграторне, тј. зиму проводе у приобаљу Средоземног мора и Персијског залива. Птице из шпанске и северноафричке популација су станарице.

## Станиште
Белоглава патка настањује баре, језера и лагуне са слатком, сланом или бракичном водом. Поред отворене водене површине непходно је и постојање појаса трске, велика количина бентосних организама и велика количина субмерзних биљака. Птице на зимовању преферирају велика језера са слатком и бракичном водом.

## Исхрана
Ова врста је сваштојед. Храни се деловима и семењем водених биљака, црвима, мекушцима, зглавкарима и воденим инсектима и њиховим ларвама. Истраживања у Шпанији утврдила су да значајан део у исхрани заузимају ларве биљних комараца.

## Понашање
Белоглава патка је изузетан пливач, такође врло добро рони и у једном даху може да пређе и до 40 м. Већи део дана и ноћи проводи у потрази за храном. У природним условима никад неће изаћи на копно, а у случају опасности пре ће да зарони него да полети. Приликом удварања мужјаци машу репом, бућкају воду и производе звукове попут гроготања и звиждања.

## Размножавање
Медитеранске популације јаја полажу почетком априла, средњоазијске током маја, док птице које се гнезде у јужном Сибиру јаја полажу у јуну и јулу. Женке често полажу јаја у гнезда других женки своје врсте као и у гнезда осталих врста патака. Гнездо је састављено од биљног материјала уплетеног између стабљика трске и често је покривено њеним метлицама. Гнездо се никад не налази даље од пола метра од ивице воде. Некад се гнезде у колонијама галебова и гњураца. Женка носи од 5 - 9 јаја која некад имају масу колико и сама птица. Јаја белоглаве патке су сразмерно величини највећа међу пловушама. Инкубација траје од 22 до 26 дана. Мужјак не учествује у подизању младих, а женке са пачићима проводе свега 15 - 20 дана. Пачићи, који су знатно развијенији од младих исте доби осталих врста патака, су одмах по излегању способни да пливају и да роне. До потпуног развоја перја прође од 8 - 10 недеља. Пачићи се често удружују у „обданишта“ у којима миже бити и до 75 јединки. Полно су зрели након једне године.

## Угрожавајући фактори
- Хибридизација са америчком врстом црноглавом патком (Oxyura jamaicensis) и истискивање из станишта од стране исте.
- Климатске промене услед којих долази до све чешћег исушивања станишта ове врсте.
- Уништавање станишта од стране човека. Мелиоративни захвати који доводе до исушивања бара и језера на којима се ове птице гнезде. Испуштање отпадних вода из индустријских постројења и градова. Зарастање воденог огледала које се јавља као природан процес, али је све чешће последица убрзане еутрофикације коју човек изазива загађењем вода вештачким ђубривима.
- Узнемиравање од стране човека. Птице ће врло вероватно напустити своја гнезда уколико људи често бораве у близини.
- Лов представља један од главних узрока нестанка ове врсте са простора Француске, Италије, Египта и Панонске низије. Такође, забележено је и тровање оловом које у воденим телима остаје након лова.
- Дављење у риболовачким мрежама. Се јавља као проблем пре свега током сеобе и на местима зимовања ове врсте. У Узбекистану се на неким местима дневно у мрежама удави од 20 до 30 птица.
- Унос алохтоних врста риба. У Шпанији је забележено да су на местима уноса шарана патке у потпуности нестале.
- Природни непријатељи попут галебова, врана и сивог пацова који често уништавају легла.

## Заштита
Белоглава патка је законом заштићена у свим државама у којима може да се појави. Најуспешнији пројекат очувања ове врсте је спроведен у Шпанији, где се са двадесетак парова из 1970. популација увећала на око 1.000 парова након 2000. године. Једана од мера заштите ове врсте је и уклањање америчке врсте црноглаве патке (Oxyura jamaicensis) из природе. У Мађарској је 1980-их покренута реинтродукција ове врсте, али је била безуспешна.

## Белоглава патка у Србији
У деветнаестом веку ова врста је била једна од честих гнездарица на подручју Војводине. То се увелико променило у следећем веку, када је као последица уништења погодних станишта и лова, дошло до нестајања ове врсте. Последње гнежђење на територији Србије забележено је на језеру Русанда у Средњем Банату 1969. Све до 1990-их мале групе су бележене на сеоби, мање-више редовно. Након тог периода, белоглава патка је бележена свега неколико пута на сеоби.